# Lipoliza
Lipoliza – enzymatyczny proces rozkładu hydrolitycznego triacylogliceroli (trójglicerydów) przebiegający z udziałem lipaz w tkance tłuszczowej prowadzący do powstania kwasów tłuszczowych i glicerolu, które uwolnione do krwiobiegu, wychwytywane są przez większość tkanek i estryfikowane do acylogliceroli lub utleniane jako główne źródło energetyczne do dwutlenku węgla i wody.
Proces ten wykorzystuje się w medycynie estetycznej podczas zabiegu lipolizy iniekcyjnej. Zabieg polega na wstrzykiwaniu w wybrane miejsca substancji, które powodują rozkład komórek tłuszczowych i przyśpieszają ich metabolizm. Celem zabiegu jest redukcja nadmiaru tkanki tłuszczowej i modelowanie sylwetki.

## Przebieg lipolizy
Lipazy tkanki tłuszczowej są aktywowane przez traktowanie jej komórek hormonami – adrenaliną, noradrenaliną, glukagonem lub adrenokortykotropiną. W adypocytach te hormony za pośrednictwem receptorów 7TM aktywują cyklazę adenylową. Zwiększenie stężenia cyklicznego AMP stymuluje wówczas kinazę białkową A, która aktywuje lipazy przez fosforylację. W ten sposób hormony: adrenalina, noradrenalina, glukagon i adrenokortykotropina indukują lipolizę, natomiast insulina hamuje lipolizę. Uwolnione kwasy tłuszczowe nie są rozpuszczalne w osoczu krwi, w związku z czym wiążą się z albuminą, która służy jako ich przenośnik. W ten sposób wolne kwasy tłuszczowe stają się dostępnym źródłem energii dla innych tkanek. Lipoliza dominuje w warunkach zwiększonego zapotrzebowania na energię (wysiłek fizyczny, zimno) oraz w sytuacjach stresowych i w okresie głodu.

## Przemiany powstałego glicerolu
Powstający w wyniku lipolizy glicerol jest wchłaniany w wątrobie, ulega fosforylacji i utlenieniu do fosfodihydroksyacetonu, a następnie izomeryzacji do aldehydu-3-fosfoglicerynowego.
Produkt tej przemiany jest związkiem pośrednim w szlakach glikolizy i glukoneogenezy. Odpowiednie enzymy, znajdujące się w komórkach wątroby, przekształcają glicerol w pirogronian lub glukozę. Odwrotny proces może przebiegać poprzez redukcję fosfodihydroksyacetonu do 3-fosfoglicerolu. Jego hydroliza z udziałem odpowiedniej fosfatazy daje ponownie glicerol. W ten sposób glicerol i związki pośrednie glikolizy ulegają wzajemnym przekształceniom.

## Lipoliza iniekcyjna w medycynie estetycznej
Mechanizm lipolizy wykorzystuje się w medycynie estetycznej w celu redukcji tkanki tłuszczowej i modelowania sylwetki. Wskazaniami do zabiegu jest nadmierne nagromadzenie tłuszczu w wybranych partiach ciała, m.in. na brzuchu, udach, pośladkach, a także podwójny podbródek i ginekomastia. W miejsca te podawane są zastrzyki z substancją (mieszaniną fosfatydylocholiny, deoksycholanu i np. L-karnityny lub krzemionki organicznej), która powoduje rozpuszczenie komórek tłuszczowych. W miejscu iniekcji powstaje kontrolowany stan zapalny, obrzęknięte komórki pękają, a uwolnione z nich tłuszcze z krwią przechodzą do wątroby, która je rozkłada i wydala z organizmu. Całość procedury zabiegowej trwa ok. 30 minut. Natomiast proces niszczenia
tkanki tłuszczowej i wydalania jej z organizmu zajmuje kilka tygodni.